# Filmkomödie
Eine Filmkomödie, auch Filmlustspiel genannt, ist ein Filmgenre in der Tradition der Theaterkomödie, bei dem der Zuschauer zum Lachen bewegt werden soll. Zu den häufig verwendeten Stilmitteln zählen, unter anderem, Überzeichnung, Übertreibung, Komik und schwarzer Humor.
Als eigenständig betrachteten Filmkomödiengenres zählen – unter anderem – die Filmparodie, die Physical Comedy (einschließlich des Subgenres Slapstick-Komödie), die Liebes- oder Romantische Komödie, die Filmsatire (mit diversen Subgenres), die Schwarze Komödie, die Sitcom, die Tragikomödie, die Kriminalkomödie und die Verwechslungskomödie, die Tragikomödie, die Fantasykomödie oder die Science-Fiction-Komödie. Darüber hinaus gibt es zahlreiche Hybridgenre, aus zwei ursprünglich separaten Filmgattungen, darunter die Actionkomödie, Horrorkomödie, die Fantasykomödie, die Science-Fiction-Komödie, sowie zahlreiche Subgenres.

## Beschreibung
In den meisten Komödien verstoßen die Protagonisten gegen gängige Moralvorstellungen und/oder Konventionen oder präsentieren überzeichnete Klischees. Das Ziel der Filmkomödie ist es das Publikum mit Humor zu unterhalten, wobei auch Mittel wie Schadenfreude oder die kalkulierte Verletzung des Schamgefühls für Lacher sorgen können. Dabei kommt in der Regel niemand ernsthaft zu Schaden. Mittlerweile hat die Komödie zahlreiche Genres und Subgenres ausgebildet.

## Geschichte
Als humorvolle Variante des Dramas zählen Filmkomödien zu den ältesten Filmen und waren schon in der Zeit des Stummfilms populär, in der sie vorwiegend in Form von Physical Comedies auftraten, wobei die Slapstick-Elemente betont wurden. Zu den für diese Ära bekannten Schauspielern zählen unter anderem Max Linder, Charlie Chaplin, Harold Lloyd oder Buster Keaton.
Als in den 1930er Jahren der Tonfilm den Stummfilm ablöste, wurde der Slapstick durch humorvolle Dialoge und schlagfertige Wortgefechte erweitert. Dadurch kamen viele neue Comedians ins Geschäft, die oft als Gruppe oder Komikerduo auftraten, wie beispielsweise Abbott und Costello, die Three Stooges, Laurel und Hardy oder die Marx Brothers. Erfolgreiche Charaktere traten bereits damals in Fortsetzungen auf, die - im Gegensatz zu Serienfilme den Fokus auf die Figuren legten und daher auch als „Personality-Serien“ bezeichnet wurden. Daneben gab es auch Komiker wie W. C. Fields, Mae West und Jack Benny, die ihren Erfolg vornehmlich auf ihrem Sprachwitz aufbauten.

## Genres innerhalb der Filmkomödie
Früher betrachtete man die Filmkomödie als Genre mit zahlreichen Subgenres, mittlerweile gibt es auch die Möglichkeit, die Filmkomödie selbst, als „Supergenre“, mit eigenständigen, ihr untergeordneten Genres zu betrachten, wie beispielsweise Frank Papenbroock (2023), der insgesamt 13 Genres beschreibt, die er der Filmkomödie unterordnet.
Hinsichtlich der Unterteilung besteht jedoch keine Einigkeit, andere Autoren, wie der amerikanische Filmhistoriker Wes D. Gehring, benennen nur sechs Genres innerhalb der Komödie. Gehring unterscheidet dabei die an eine Person gebundene Komödie, die populistische Komödie, Filmparodie, Screwball-Komödie, Romantische Komödie und die Schwarze Komödie (Dark Comedy).

### Romantische Komödie
In der internationalen Filmgeschichte zählt die Liebes- oder Romantische Komödie traditionell zu den populärsten Filmgenres. In der Handlung geht es um ein Paar, das diverse Hindernisse überwinden muss, was in diesem Genre mit einem Happy End endet (was den Unterschied zum  Melodram ausmacht). Dabei wird das  Konzept der ‚wahren Liebe‘ und des füreinander bestimmten Paares in der Regel mit konservativen Wertvorstellungen kombiniert. Einige Beispiele sind e-m@il für Dich (1998, Nora Ephron), Weil es Dich gibt (2001, Peter Chelsom),  und Wenn Liebe so einfach wäre (2009, Nancy Meyers).

### Tragikomödie
Die Tragikomödie beschreibt ein Drama, in dem neben den tragischen auch komische Ereignisse vorkommen, wie zum Beispiel in Forrest Gump.

### Horrorkomödie
In der Horrorkomödie wird der übliche Horrorfilm z. B. mit schwarzem Humor angereichert oder parodiert, wie beispielsweise in Beetlejuice, Frankenstein Junior, Der kleine Horrorladen und Scary Movie.

### Kriminalkomödie
Die Kriminalkomödie ist die Darstellung einer Kriminalgeschichte mit den Mitteln einer Komödie. Im Mittelpunkt der Handlung geschieht meist ein Verbrechen, das am Ende aufgeklärt wird.

### Verwechslungskomödie
In der Verwechslungskomödie werden Personen aufgrund ihrer Handlungen oder Äußerlichkeiten mit anderen Personen verwechselt.

### Fantasykomödie
Die Fantasykomödie ist eine Komödie, in der Magie oder übernatürliche Kräfte vorkommen. Beispiele hierfür sind Nachts im Museum, Being John Malkovich, Shrek – Der tollkühne Held, Und täglich grüßt das Murmeltier und Die Teufelsfeder.

### Science-Fiction-Komödie
Die Science-Fiction-Komödie ist eine Komödie mit Elementen des Science-Fiction-Films. Bekannte Beispiele sind Zurück in die Zukunft, Galaxy Quest – Planlos durchs Weltall, (T)Raumschiff Surprise – Periode 1 und Men in Black.

### Actionkomödie
In der Actionkomödie werden lustige Dinge mit Action vermischt. Das Subgenre wurde in den 1980er Jahren eine besondere Kunst in Nordamerika, als Komödianten wie Eddie Murphy anfingen, mehr actionorientierte Rollen wie Nur 48 Stunden und Beverly Hills Cop zu übernehmen. Häufig handelt es sich bei Filmen dieses Typs um Buddy-Filme.

### Commedia all’italiana
In den 1950er Jahren entstand in Italien das Komödienformat Commedia all’italiana, zu deren bedeutendsten Vertretern die Regisseure Luigi Comencini und Mario Monicelli (mit Diebe haben’s schwer, 1958) zählen.

## Subgenres
(Auswahl)
- Boulevardkomödie
- Culture-Clash-Komödie
- Britcom (Subgenre der Sitcom)
- Sozialkomödie